# Neseremnus
Neseremnus är ett släkte av skalbaggar. Neseremnus ingår i familjen vivlar.

## Dottertaxa tillNeseremnus, i alfabetisk ordning[1]
- Neseremnus aequalis
- Neseremnus asper
- Neseremnus auropunctatus
- Neseremnus bidentulus
- Neseremnus brunneus
- Neseremnus cribripennis
- Neseremnus cristicollis
- Neseremnus denudatus
- Neseremnus descarpentriesi
- Neseremnus elongatus
- Neseremnus glaucus
- Neseremnus globipennis
- Neseremnus gracilicornis
- Neseremnus granulicollis
- Neseremnus honestus
- Neseremnus hovanus
- Neseremnus humilis
- Neseremnus longicornis
- Neseremnus minutus
- Neseremnus nigripes
- Neseremnus ovatus
- Neseremnus rufitarsis
- Neseremnus rusticanus
- Neseremnus scabrosus
- Neseremnus setipennis
- Neseremnus splendidus
- Neseremnus sulcicollis
- Neseremnus triangularis
- Neseremnus tuberculatus
- Neseremnus variabilis
- Neseremnus verecundus